# Harry Scheibe

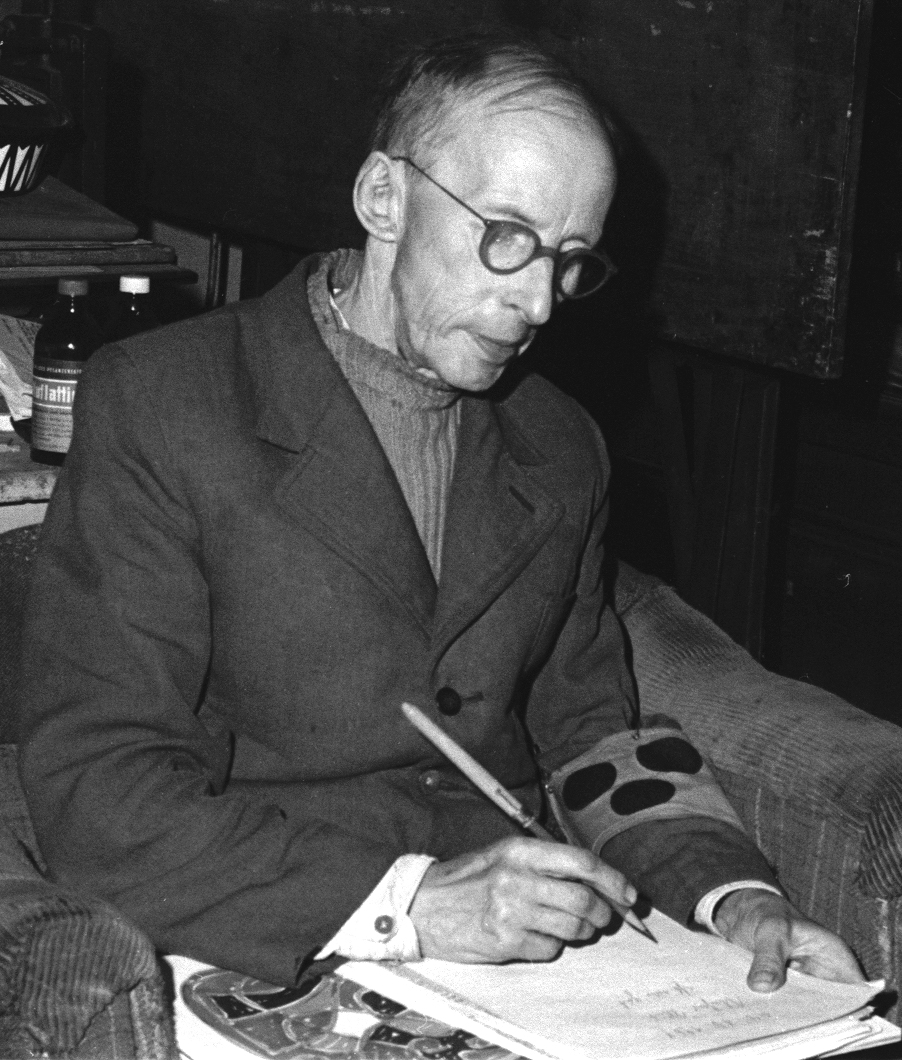
Harry Scheibe, 1968

Harry Gebhard Martin Scheibe (* 22. April 1897 in Weimar; † 30. Januar 1979 ebenda) war ein deutscher Schriftsetzer, Schriftsteller und Philosoph (der sogenannte „Bauhausphilosoph“).

## Leben und Werk
Harry Scheibe wurde 1897 in Weimar geboren. Sein Vater Ernst Scheibe war Hoflithograph und führte eine Buch- und Steindruckerei, einen Verlag, eine Buchbinderei und mit seiner Frau eine Papier- und Schreibwarenhandlung. Nach dem Besuch von Volksschule und Gymnasium absolvierte Harry Scheibe im väterlichen Betrieb eine Lehre als Schriftsetzer. 1916 bis 1918 wurde er zum Ersten Weltkrieg eingezogen.
Zurück in Weimar betrieb er, wie schon von Jugend an, intensive philosophische Studien, verkehrte in Künstlerkreisen und hielt sich mit Gelegenheitsarbeiten über Wasser. Eine Begegnung mit Karl Peter Röhl im Jahr 1919 war der Beginn intensiver Kontakte zum Bauhaus und einer daraus resultierenden zeitweisen Mitarbeit bei Theo van Doesburg. Mit Röhl, Max Burchartz, Walter Dexel, Werner Graeff und Andor Weininger gehörte Scheibe zur sich formierenden Weimarer De-Stijl-Gruppe. Speziell für van Doesburg, aber auch J. J. P. Oud, übertrug er in den Jahren 1921 bis 1923 Vorträge, Aufsätze und Unterrichtsmaterial vom Niederländischen ins Deutsche und wirkte mit an der Übersetzung der Grundbegriffe der neuen gestaltenden Kunst. 1922 war er Teilnehmer am Internationalen Kongress der Konstruktivisten und Dadaisten in Weimar. 1926 verfasste er seinen beachteten Aufsatz Die Atmosphäre der neuen Architektur und die Filosofischen Sturzflüge. Eine engere Freundschaft verband ihn in dieser Zeit mit der Künstlerin Lena Maas.
Nach dem Umzug des Bauhauses nach Dessau traf er sich weiterhin mit ehemaligen Bauhäuslern wie Heinrich Brocksieper und Weimarer Künstlern wie Alfred Ahner, Bruno Voigt, Martin Pohle und Harry Schmidt-Schaller. In den 1930er Jahren wurde er zunehmend schwerhörig, litt infolge Anfeindungen unter einer psychischen Erkrankung und vereinsamte dadurch immer mehr. Von 1939 bis 1948 wurde er in verschiedenen Heil- und Pflegeanstalten (Blankenhain, Stadtroda, Rastenberg) untergebracht und 1941 in Stadtroda aus rassehygienischen Gründen sterilisiert.
In einem Feierabendheim wieder in Weimar lebend, verband ihn seit Anfang der 1950er Jahre eine enge Freundschaft mit dem Weimarer Grafiker, Drucker, Lyriker und Philosophen Arno Fehringer. Bis zu dessen Tod 1974 entstanden im Rahmen eines regelmäßigen philosophischen Gedankenaustauschs einige gemeinsame Arbeiten, die sich mit der Zeitgeschichte und der Rolle von Erkenntnis und Handeln bei der Gestaltung der Gesellschaft auseinandersetzten. Zu einem lange geplanten Buch über das Bauhaus kam es nicht mehr, da fast alle seine Aufzeichnungen in den Wirren der Jahre verloren gingen.

## Schriften
- Die Atmosphäre der neuen Architektur. In: Die Form, Jg. 1, 1925/26, Heft 13, S. 329–331 (Digitalisat).